# Nobody Wants to Be Lonely
"Nobody Wants to Be Lonely" was de vijfde single van Christina Aguilera, een duet met Ricky Martin. De single was in 2002 genomineerd voor een Grammy Award in de categorie "Best Pop Collaboration with Vocals", maar verloor van de single "Lady Marmalade" van Lil' Kim, Mýa, P!nk en Aguilera zelf.

## Tracklijst
| Nr. | Titel                                        | Duur  |
| --- | -------------------------------------------- | ----- |
| 1.  | Nobody Wants to Be Lonely (Duet radioversie) | 04:11 |
| 2.  | Sólo Quiero Amarte (Radio edit)              | 03:59 |

## Hitnoteringen

### Nederlandse Top 40
| Hitnotering: 24-02-2001 t/m 28-04-2001 | Hitnotering: 24-02-2001 t/m 28-04-2001 | Hitnotering: 24-02-2001 t/m 28-04-2001 | Hitnotering: 24-02-2001 t/m 28-04-2001 | Hitnotering: 24-02-2001 t/m 28-04-2001 | Hitnotering: 24-02-2001 t/m 28-04-2001 | Hitnotering: 24-02-2001 t/m 28-04-2001 | Hitnotering: 24-02-2001 t/m 28-04-2001 | Hitnotering: 24-02-2001 t/m 28-04-2001 | Hitnotering: 24-02-2001 t/m 28-04-2001 | Hitnotering: 24-02-2001 t/m 28-04-2001 | Hitnotering: 24-02-2001 t/m 28-04-2001 |
| Week:                                  | 1                                      | 2                                      | 3                                      | 4                                      | 5                                      | 6                                      | 7                                      | 8                                      | 9                                      | 10                                     |                                        |
| -------------------------------------- | -------------------------------------- | -------------------------------------- | -------------------------------------- | -------------------------------------- | -------------------------------------- | -------------------------------------- | -------------------------------------- | -------------------------------------- | -------------------------------------- | -------------------------------------- | -------------------------------------- |
| Positie:                               | 10                                     | 4                                      | 4                                      | 4                                      | 3                                      | 8                                      | 7                                      | 11                                     | 26                                     | 31                                     | uit                                    |

### NederlandseSingle Top 100
| Hitnotering: 24-02-2001 t/m 09-06-2001 | Hitnotering: 24-02-2001 t/m 09-06-2001 | Hitnotering: 24-02-2001 t/m 09-06-2001 | Hitnotering: 24-02-2001 t/m 09-06-2001 | Hitnotering: 24-02-2001 t/m 09-06-2001 | Hitnotering: 24-02-2001 t/m 09-06-2001 | Hitnotering: 24-02-2001 t/m 09-06-2001 | Hitnotering: 24-02-2001 t/m 09-06-2001 | Hitnotering: 24-02-2001 t/m 09-06-2001 | Hitnotering: 24-02-2001 t/m 09-06-2001 | Hitnotering: 24-02-2001 t/m 09-06-2001 | Hitnotering: 24-02-2001 t/m 09-06-2001 | Hitnotering: 24-02-2001 t/m 09-06-2001 | Hitnotering: 24-02-2001 t/m 09-06-2001 | Hitnotering: 24-02-2001 t/m 09-06-2001 | Hitnotering: 24-02-2001 t/m 09-06-2001 | Hitnotering: 24-02-2001 t/m 09-06-2001 | Hitnotering: 24-02-2001 t/m 09-06-2001 |
| Week:                                  | 1                                      | 2                                      | 3                                      | 4                                      | 5                                      | 6                                      | 7                                      | 8                                      | 9                                      | 10                                     | 11                                     | 12                                     | 13                                     | 14                                     | 15                                     | 16                                     |                                        |
| -------------------------------------- | -------------------------------------- | -------------------------------------- | -------------------------------------- | -------------------------------------- | -------------------------------------- | -------------------------------------- | -------------------------------------- | -------------------------------------- | -------------------------------------- | -------------------------------------- | -------------------------------------- | -------------------------------------- | -------------------------------------- | -------------------------------------- | -------------------------------------- | -------------------------------------- | -------------------------------------- |
| Positie:                               | 18                                     | 5                                      | 5                                      | 4                                      | 4                                      | 6                                      | 6                                      | 9                                      | 13                                     | 19                                     | 32                                     | 38                                     | 45                                     | 55                                     | 60                                     | 73                                     | uit                                    |

Studioalbums: Christina Aguilera · Stripped · Back to Basics · Bionic

Andere albums: Mi Reflejo · My kind of Christmas · Just Be Free · Keeps Gettin' Better: A Decade of Hits

Singles (in Nederland): "Genie in a Bottle" · "What a Girl Wants" · "I Turn to You" · "Come On Over Baby (All I Want Is You)" · "Nobody Wants to Be Lonely" · "Lady Marmalade" · "Dirrty" · "Beautiful" · "Fighter" · "Can't Hold Us Down" · "The Voice Within" · "Car Wash" · "Tilt Ya Head Back" · "Ain't No Other Man" · "Hurt" · "Tell Me" · "Candyman" · "Oh Mother" · "Keeps Gettin' Better"

Zie ook: Discografie · RCA Records